# Pierwój (jezioro)
Pierwój (dawne nazwy: Perweyn, Pergemom) – jezioro w Polsce w województwie warmińsko-mazurskim, w powiecie olsztyńskim, w gminie Biskupiec.

## Położenie
Jezioro leży na Pojezierzu Mazurskim, w mezoregionie Pojezierza Mrągowskiego. Do zbiornika wodnego od północy uchodzi Babant. Ten sam ciek wypływa natomiast z południowo-zachodniej części akwenu i kieruje się do jeziora Stromek. Na jeziorze znajduje się wyspa. W okolicach brzegów położone są miejscowości Pierwój, Kamionka i Rozogi.
Pierwój leży na terenie zespołu przyrodniczo-krajobrazowego „Jeziora Sorkwickie” ustanowionego rozporządzeniem wojewody warmińsko-mazurskiego z dnia 9 sierpnia 2007 roku o powierzchni 4 460 ha.
Jezioro jest wykorzystywane gospodarczo przez Gospodarstwo Rybackie Mrągowo.

## Morfometria
Według danych Instytutu Rybactwa Śródlądowego powierzchnia zwierciadła wody jeziora wynosi 134,1 ha. Średnia głębokość zbiornika wodnego to 7,7 m, a maksymalna to 26,0 m. Lustro wody znajduje się na wysokości 142,7 m n.p.m. Objętość jeziora wynosi 10 395,3 tys. m³. Zgodnie z badaniem z 1993 roku przyznano akwenowi III klasę czystości.
Inne dane uzyskano natomiast poprzez planimetrię jeziora na mapach w skali 1:50 000 według Państwowego Układu Współrzędnych 1965, zgodnie z poziomem odniesienia Kronsztadt. Otrzymana w ten sposób powierzchnia zbiornika wodnego to 125,0 ha, a wysokość bezwzględna lustra wody to 141,8 m n.p.m.